# حزقيال كارلوس ألفارادو
حزقيال كارلوس ألفارادو (بالإنجليزية: Juan Carlos Alvarado)‏ هو عازف بيانو ومغني ومغن مؤلف وكاتب أغاني أمريكي، ولد في 28 ديسمبر 1964 في غواتيمالا.

## وصلات خارجية
- الموقع الرسمي
- حزقيال كارلوس ألفارادو على موقع ميوزك برينز (الإنجليزية)